# Oktay Özdemir (Politiker)
Oktay Özdemir (* 16. August 1983 in Hamburg) ist ein deutscher Politiker (SPD) und seit 2025 Mitglied der Hamburgischen Bürgerschaft.

## Leben
Özdemir wurde als jüngstes dreier Kinder einer türkischen Gastarbeiterfamilie in Hamburg geboren und wuchs im Schanzenviertel auf. Seit 2008 ist Özdemir als Polizeibeamter tätig.
Seit 2007 engagiert sich Özdemir in der SPD. Er sei anfangs aktiv gewesen, habe sich aber später mehr auf die Polizei konzentriert. Er bewarb sich bei der Bürgerschaftswahl 2025 erstmals um ein Amt.
Bei der Bürgerschaftswahl 2025 zog Özdemir über Platz 59 der Landesliste in die Hamburgische Bürgerschaft ein.
Özdemir ist Vater vierer Kinder.